# Gustav III:s begravning

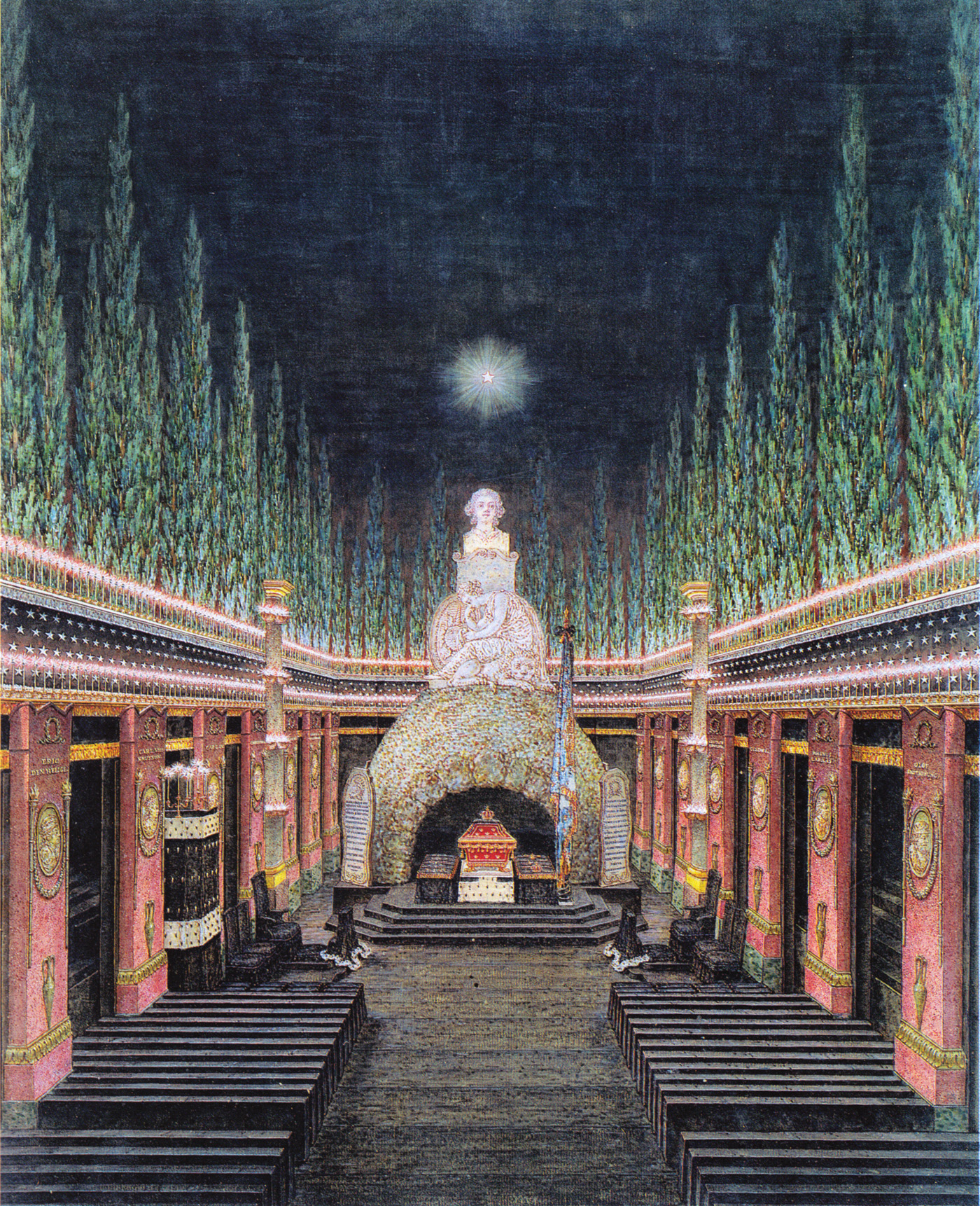
Dekorationerna med castrum doloris i Riddarholmskyrkan under Gustav III:s begravning den 14 maj 1792.

Gustav III:s begravning ägde rum den 14 maj 1792, efter att kungen dött den 29 mars i sviterna av de skador han ådrog sig då han sköts av Jacob Johan Anckarström under maskeradbalen på Kungliga Operan i Stockholm den 16 mars.

## Begravningen
Själva begravningen hölls i Riddarholmskyrkan, som hade dekorerats storslaget bland annat med ett castrum doloris. Framför koret hade man byggt Gustav III:s castrum doloris, i form av en ättehög, som krönts med en av Johan Tobias Sergel utförd byst av kungen. Över bysten hängde den lysande Polstjärnan, samtidigt som en sörjande Moder Svea och ett sorgligt utsträckt svenskt lejon låg under bysten. Kungens kista stod nedanför ättehögen, omgiven av Riksbaneret och flankerad av fyra runstenar, som beskrev det som kungen utfört under sin regering.
På första runstenen stod:
| ” | Han uppträdde på sine fäders thron, at ådagalägga saktmod mot djerfhet, rådighet i almän wåda. Nödgad till wärn, helgade han segren åt fäderneslandet, stadgade kronans rätt, folket trygghet, rikets sjelfständighet. | „ |

på den andra:
| ” | Han upoffrade sexton sälla år, at i fredens skygd wårda rättwisa, öfwa mildhet, nära idoghet, hägna wetenskaper, lifwa konster och witterhet, dana rikets styrka, til säkerhet emot anfall dem wisheten afwände. | „ |

på den tredje:
| ” | Krigsäran öpnade ändteligen famnen emot en Konung af all annan ära redan krönt. Faror omhwärfde honom för at öfwerwinnas; thronen skakades för att befästas. Segern slöste lagrar åt hans mod, när hans hjerta walde freden. | „ |

på den fjärde:
| ” | Döden i stormen uppenbart trotsad, träffade honom i lugnet med brottets lönliga försåt. Midt i loppet föll hjelten; stor i alla lefnadsskiften, störst i de swåraste, i döden och när han saknas. | „ |

Kyrkorummet var indelat i tre huvudsakliga fält, efter väggarna längst ner var fiktiva gravvårdar över kungens stora föregångare på tronen såsom Erik den Helige och Olof Skötkonung. Ovanför detta fanns en stjärnhimmel som sträckte sig i ett band runt hela kyrkorummet, och som skulle symbolisera övergången till den översta utformningen av en vidsträckt cypresskog, som är en representant för de elyseiska fälten eller paradiset. Gustavs ättehög sträcker sig genom nutid, förbi himlarna och hans huvud befinner sig i samma höjd som de elyseiska fälten, indikerande att han redan var där. Hela kyrkan var upplyst av hundratals vaxljus.
Gudmund Jöran Adlerbeth beskriver detta med följande ord:
| ” | Den 14 Maj försiggick konung Gustaf III:s begrafning uti Riddarholmskyrkan med mycken ståt. Kyrkan föreställde en mörk lund af cypresser, hvarest grafvårdar voro uppreste öfver en del af Sveriges störste konungar. Längst fram i koret visade sig en ättehög, på hvars spets syntes konung Gustaf III:s byst och Sverige såsom en qvinna vid densamma gråtande. På fyra runstenar däromkring voro konungens förnämsta händelser och gärningar upptecknade och rostrala kolonner tjente att uppehålla lamporna till ekläreringen. | „ |

Konungens kista var draperad i purpurfärgad sammet med kanter av hermelin. Till höger om kistan låg riksregalierna, till vänster alla de ordnar som kungen burit. Den välvda öppningen i ättehögen ledde till trappan ner till den kungliga kryptan. En samtida betraktare skrev:
| ” | det Kongl. Liket til Grafwen, företrädt av Härolderna, Regalierna och RiddarOrdnarne, beledsagadt av Rikets Herrar, såsom Bärare, samt åtföljdt af RiksBaneret, hans Kongl. Maj:t och Deras Kongl. Högheter Arffurstarna. | „ |

Till akten hade Hovkapellmästaren Joseph Martin Kraus komponerat en begravningskantat till text av Carl Gustaf Leopold. Verket är starkt dramatiskt till sin karaktär och framfördes av stor orkester, operans kör och fyra sångsolister, sammanlagt 104 personer. Kraus dirigerade själv hovkapellet, operakören och solisterna Caroline Müller, Franziska Stading, Kristofer Kristian Karsten och Carl Stenborg.
En av Gustav III:s trognaste vänner, Gustav Mauritz Armfelt, "kastade sig över kistan, utbristande i tårar och klagorop, samt var nära att kvävas av sin sorg. Icke utan svårighet kunde man slita honom därifrån", skrev Johan Albrecht Ehrenström.

### Övrigt
Vid öppnandet av kungens grav den 23 maj 1866 fanns han klädd klädd i Serafimerordens dräkt med ordens kedjor samt Stora Svensksundsmedaljen i en kedja av guld om halsen. Detta tecken, som instiftades för tapperhet efter segern vid Slaget vid Svensksund den 9-10 juli 1790, bar kungen alltid efter att han fått det, och han valde att begravas med det.

### Allmänhetens tillträde
För att även allmänheten skulle kunna se kyrkan med dess dekorationer samt höra musiken, så var kyrkan från och med tisdagen den 15 maj, dagen efter begravningen, till och med lördagen den 19 maj öppen från klockan 17. Hela kyrkan var då upplyst precis som under begravningen, och sorgemusiken av Kraus spelades.